# Wilma van Hofwegen
Willemina „Wilma“ Cornelia Adriana van Hofwegen, 2000 und 2001 als Wilma van Rijn (* 17. Juli 1971 in Vlaardingen), ist eine ehemalige niederländische Schwimmerin. Sie gewann eine olympische Silbermedaille und eine Silbermedaille bei Kurzbahnweltmeisterschaften. Bei Europameisterschaften erschwamm sie je eine Silber- und Bronzemedaille auf der 50-Meter-Bahn sowie drei Silbermedaillen und eine Bronzemedaille auf der 25-Meter-Bahn.

## Sportliche Karriere
Die 1,84 Meter große Wilma van Hofwegen schwamm für den Vlaardingse Zwemclub und für den Zwemclub Beverwijk. Sie gewann 1997 die niederländischen Meisterschaften über 50 Meter und 100 Meter Schmetterling. 2000 wurde sie Meisterin über 100 Meter Freistil.

### Die Jahre bis 1999
Ihr internationales Debüt gab sie bei den Sprinteuropameisterschaften 1994 in Stavanger, als sie mit der 4-mal-50-Meter-Freistilstaffel die Bronzemedaille gewann. Zwei Jahre später bei den Olympischen Spielen 1996 in Atlanta erreichte die 4-mal-100-Meter-Freistilstaffel mit Marianne Muis, Minouche Smit, Wilma van Hofwegen und Karin Brienesse den vierten Platz. Die Niederländerinnen hatten fast eine Sekunde Rückstand auf die drittplatzierten Deutschen und zweieinhalb Sekunden Vorsprung vor den fünftplatzierten Schwedinnen. Zwei Tage später schied die 4-mal-100-Meter-Lagenstaffel mit Brenda Starink, Madelon Baans, Wilma van Hofwegen und Karin Brienesse mit der zwölftbesten Vorlaufzeit aus, für eine Finalteilnahme fehlte eine Sekunde. Im Dezember fanden in Rostock die Kurzbahneuropameisterschaften 1996 als Nachfolgeveranstaltung der Sprinteuropameisterschaften statt. Die niederländische 4-mal-50-Meter-Lagenstaffel mit Suze Valen, Madelon Baans, Wilma Van Hofwegen und Angela Postma wurde mit einer Sekunde Rückstand auf die deutsche Staffel Zweite und hatte 0,26 Sekunden Vorsprung vor den Schwedinnen.
1997 bei den Europameisterschaften in Sevilla belegte Wilma van Hofwegen über 100 Meter Freistil den siebten Platz, wobei sie zeitgleich mit der Dänin Mette Jacobsen anschlug. Die 4-mal-200-Meter-Freistilstaffel mit Carla Geurts, Minouche Smit, Wilma van Hofwegen und Kirsten Vlieghuis erreichte den sechsten Platz. Ebenfalls Sechste wurde die 4-mal-100-Meter-Freistilstaffel mit Wilma van Hofwegen, Angela Postma, Manon Masseurs und Suze Valen. Die 4-mal-100-Meter-Lagenstaffel mit Manon Masseurs, Madelon Baans, Wilma van Hofwegen und Suze Valen schwamm auf den fünften Platz. Anfang 1998 bei den Weltmeisterschaften in Perth wurde die 4-mal-100-Meter-Freistilstaffel mit Inge de Bruijn, Angela Postma, Manon Masseurs und Wilma Van Hofwegen Fünfte. Die Lagenstaffel in der Besetzung Angela Postma, Madelon Baans, Inge De Bruijn und Wilma Van Hofwegen erreichte den sechsten Platz. Schließlich kam auch die 4-mal-200-Meter-Freistilstaffel ins Finale und belegte mit Carla Geurts, Manon Masseurs, Wilma van Hofwegen und Kirsten Vlieghuis den achten Rang. Bei ihren Einzelstarts schied van Hofwegen im Vorlauf über 100 Meter Schmetterling aus, über 50 Meter Freistil wurde sie Dritte im B-Finale. Ende 1998 bei den Kurzbahneuropameisterschaften in Sheffield siegte die deutsche 4-mal-50-Meter-Freistilstaffel mit einer halben Sekunde Vorsprung vor Angela Postma, Nienke Valen, Wilma van Hofwegen und Inge De Bruijn, die ihrerseits im Ziel sechs Hundertstelsekunden Vorsprung auf die Britinnen aufwiesen. Im April 1999 bei den Kurzbahnweltmeisterschaften 1999 in Hongkong gewann die britische 4-mal-100-Meter-Freistilstaffel mit zweieinhalb Sekunden Vorsprung vor Thamar Henneken, Wilma van Hofwegen, Chantal Groot und Inge de Bruijn, die ihrerseits 0,42 Sekunden Vorsprung vor den Australierinnen auf dem Bronzerang hatten. Die 4-mal-100-Meter-Lagenstaffel mit Brenda Starink, Hester Broekhuizen, Inge de Bruijn und Wilma van Hofwegen wurde Vierte mit über drei Sekunden Rückstand auf die Medaillenränge.

### Die Jahre ab 2000
Wilma van Hofwegen trat 2000 unter ihrem neuen Namen Wilma van Rijn bei den Europameisterschaften in Helsinki an. Die 4-mal-100-Meter-Freistilstaffel mit Wilma van Rijn, Chantal Groot, Thamar Henneken und Annabel Kosten belegte den fünften Platz mit sieben Hundertstelsekunden Rückstand auf die drittplatzierten Belgierinnen. Ebenfalls Fünfte wurde die 4-mal-100-Meter-Lagenstaffel mit Brenda Starink, Madelon Baans, Chantal Groot und Wilma van Rijn. Über 50 Meter Freistil siegte die Schwedin Therese Alshammar mit zwei Hundertstelsekunden Vorsprung vor Wilma van Rijn, die Ukrainerin Olha Mukomol wurde Dritte mit acht Hundertstel Rückstand auf van Rijn.
Zwei Monate später bei den Olympischen Spielen 2000 in Sydney schwamm die 4-mal-100-Meter-Freistilstaffel mit Manon van Rooijen, Chantal Groot, Thamar Henneken und Wilma van Rijn die zweitschnellste Vorlaufzeit. Im Finale siegte die US-Staffel mit drei Sekunden Vorsprung von Manon van Rooijen, Wilma van Rijn, Thamar Henneken und Inge de Bruijn, die in 3:39,83 Minuten einen neuen Europarekord aufstellten. Eine halbe Sekunde dahinter schlugen die Schwedinnen knapp vor den Deutschen an und belegten den dritten Platz. Auch die nur im Vorlauf eingesetzte Chantal Groot erhielt eine Silbermedaille. Wilma van Rijn trat auch auf den beiden kurzen Freistilstrecken an. Über 100 Meter Freistil schwamm sie die zehnte Vorlaufzeit und die sechste Halbfinalzeit. Im Endlauf schlug sie als Achte und Letzte an. Über 50 Meter Freistil erreichte sie mit der 14. Vorlaufzeit das Halbfinale und schied dann als 13. aus.
Bei den Weltmeisterschaften 2001 in Fukuoka scheiterte die 4-mal-100-Meter-Freistilstaffel als Vorlaufzehnte. Auf den beiden kurzen Freistilstrecken schied Wilma van Rijn im Vorlauf aus. Bei den Kurzbahneuropameisterschaften 2001 in Antwerpen erreichte die 4-mal-50-Meter-Freistilstaffel in der Besetzung Wilma van Rijn, Annabel Kosten, Suze Valen und Hinkelien Schreuder den Endlauf mit der zweitbesten Vorlaufzeit. Im Finale siegten die Schwedinnen vor Suze Valen, Hinkelien Schreuder, Annabel Kosten und Inge de Bruijn. Für ihren Vorlaufeinsatz erhielt auch Wilma van Rijn eine Silbermedaille. 2002 trat Wilma van Hofwegen wieder unter ihrem Geburtsnamen an. Bei den Europameisterschaften in Berlin belegte die 4-mal-100-Meter-Freistilstaffel mit Manon van Rooijen, Marleen Veldhuis, Chantal Groot und Wilma van Hofwegen den dritten Platz hinter den Deutschen und den Schwedinnen. 0,18 Sekunden hinter den Niederländerinnen erreichten die viertplatzierten Schwimmerinnen aus Belarus das Ziel. Über 50 Meter Freistil kam Wilma van Hofwegen auf den fünften Platz.